# 집약농업

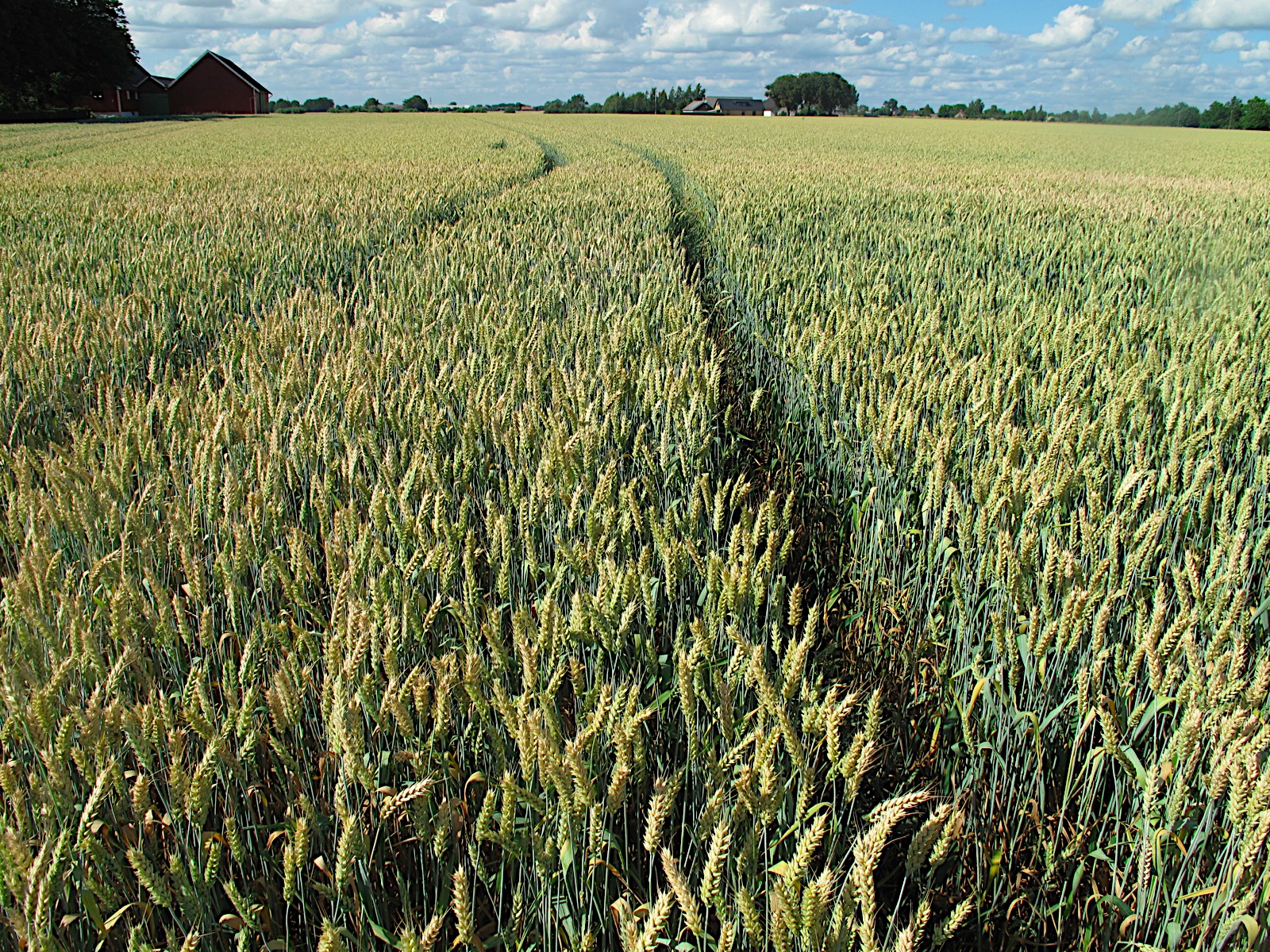
스웨덴 룬드의 밀 집약농업

집약농업(Intensive farming), 기업농은 농식물과 축산의 농업의 일종으로, 농지 면적 당 입출량 수준이 높은 편이다. 땅을 놀리는 비율이 적고, 자본과 노동 등이 들어가는 이용 부분이 높으며 단위면적당 작물 생산량이 높은 편이다.
대부분의 상업농업은 하나 이상의 방법으로 집약적이다. 산업방식에 크게 의존하는 형태는 산업농업으로 부르며 생산량을 증가시키도록 설계된 혁신을 특징으로 한다. 기법으로는 한 해에 여러 작물을 심기, 놀리는 해를 줄이기, 재배품종을 개선하기 등이 있다. 또, 비료, 식물 성장 촉진제, 농약 사용 등이 수반되기도 한다.
일부 집약농장들은 지속 가능한 방식들을 사용할 수 있으나 이것은 필연적으로 더 높은 입력량, 더 낮은 생산량을 보인다.

## 같이 보기
- 건조농법
- 녹색 혁명
- 소농
- 집약적 축산